# Rond-point Saint-Charles
Le rond-point Saint-Charles est une voie située dans le 15e arrondissement de Paris, en France.

## Situation et accès
Le rond-point Saint Charles se situe au niveau des 154 et 158 rue Saint Charles, dans le 15° arrondissement de Paris. Il est également traversé par la rue des Cévennes. On peut y voir un immeuble, en brique rouge réalisé par le duo d'architectes père/fils Charles-Louis et Henry-Charles Delacroix.

## Historique
Le rond-point Saint Charles a bénéficié de travaux pour l'embellir en 2020 et 2021. Les places de parking voitures ont été supprimées afin d'agrandir les zones piétonnes, plusieurs arbres ont été plantés. 

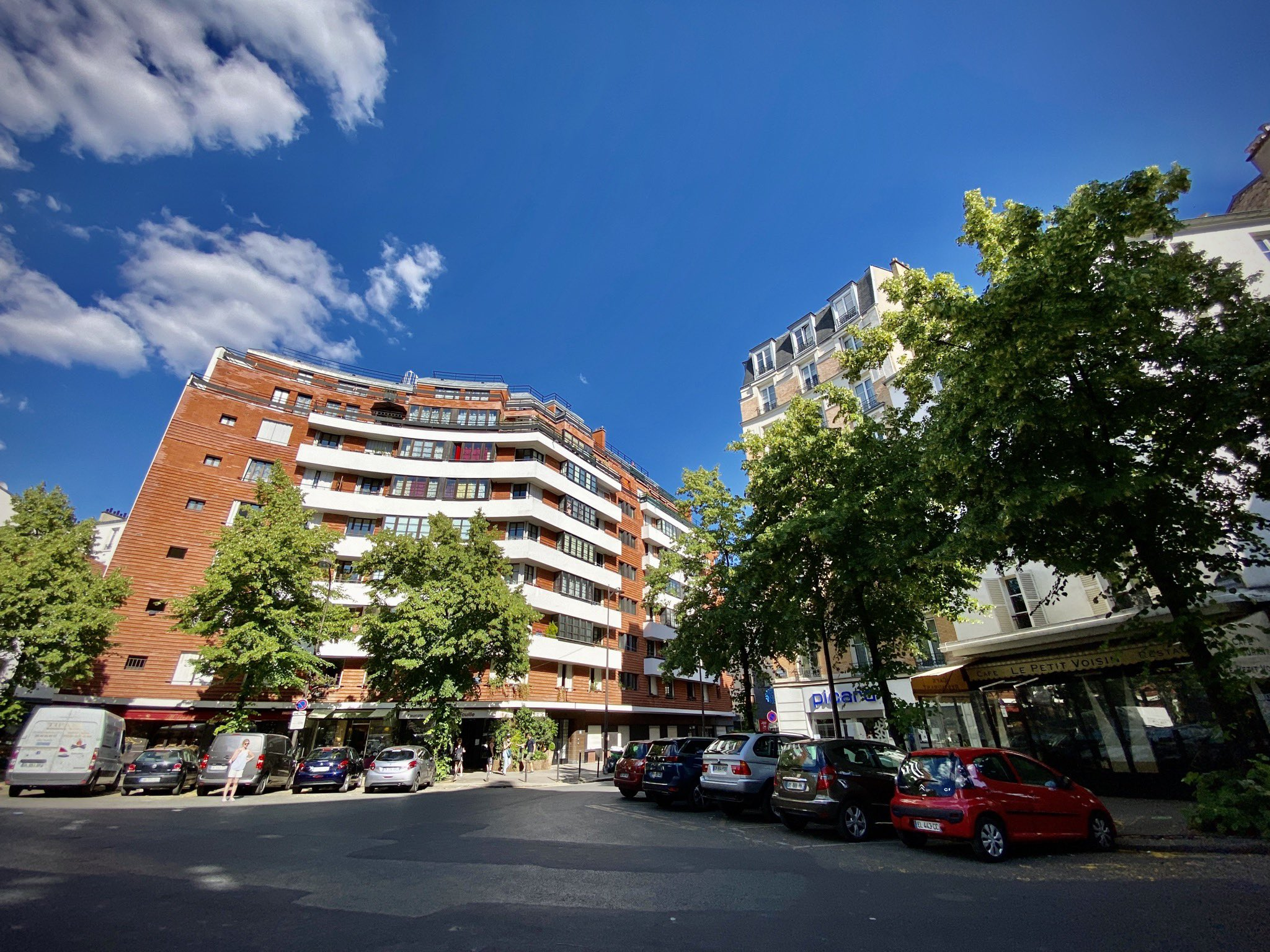
Rond-point Saint-Charles en juin 2020
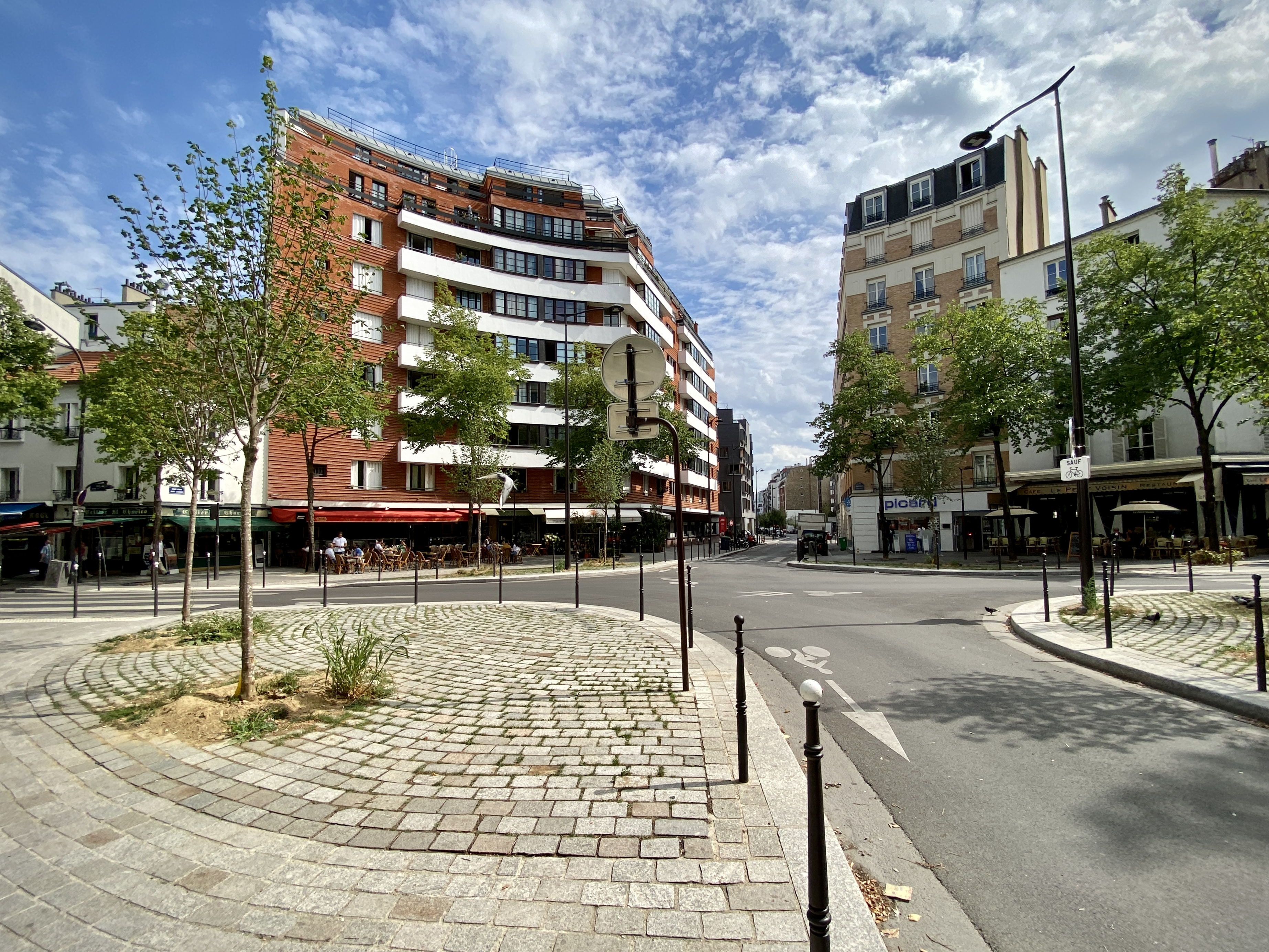
Rond-point Saint-Charles en août 2022.